# 清原真貞
清原 真貞（きよはら の まさだ）は、平安時代初期から前期にかけての皇族・貴族。当初真貞王を名乗る。臣籍降下後の氏姓は清原真人。舎人親王の後裔。官位は従五位下・筑後守。

## 経歴
当初真貞王を名乗り、父祖は明らかでないが、舎人親王の四世孫にあたるか。仁寿3年（853年）従五位下・長門守に叙任される。文徳朝末の天安2年（858年）正月に弟の清貞王と共に清原真人姓を与えられて臣籍降下し、同年7月に内膳正に任ぜられる。
清和朝に入り、天安3年（859年）正月に上総介に任ぜられるも、2月には左京亮に遷るが、翌貞観2年（860年）正月に越後守として地方官に転じている。その後、筑後守と清和朝前半は地方官を歴任する。筑後守の任期を終えて、貞観11年（869年）採山城国岡田山銅使に任ぜられ、山城国相楽郡岡田郷（現在の京都府木津川市加茂町付近）の銅山の責任者となるが、早くも貞観12年（870年）には筑後守に再任されている。

## 官歴
『六国史』による。
- 時期不詳：正六位上
- 仁寿3年（853年） 正月7日：従五位下。正月16日：長門守
- 天安2年（858年） 正月29日：臣籍降下（清原真人）。7月5日：内膳正
- 天安3年（859年） 正月13日：上総介。2月13日：左京亮
- 貞観2年（860年） 正月16日：越後守
- 時期不詳：筑後守
- 貞観11年（869年） 7月10日：採山城国岡田山銅使
- 貞観12年（870年） 正月25日：筑後守